# Чёрный (приток Тукши)
Чёрный (в верхнем течении — Кейдовая, Кейдоваоя) — ручей в России, протекает по территории Святозерского сельского поселения Пряжинского района Республики Карелии. Длина ручья — 12 км.

## Общие сведения
Ручей берёт начало из болота без названия и далее течёт преимущественно в южном направлении по заболоченной местности.
Ручей в общей сложности имеет девять малых притоков суммарной длиной 15 км.
Впадает на высоте выше 123,6 м над уровнем моря в реку Тукшу, впадающую в реку Важинку, правый приток Свири.
В верхнем течении Чёрный пересекает трассу Р21 («Кола»).
Населённые пункты на ручье отсутствуют.
Код объекта в государственном водном реестре — 01040100712202000012476.